# Periskopgevär

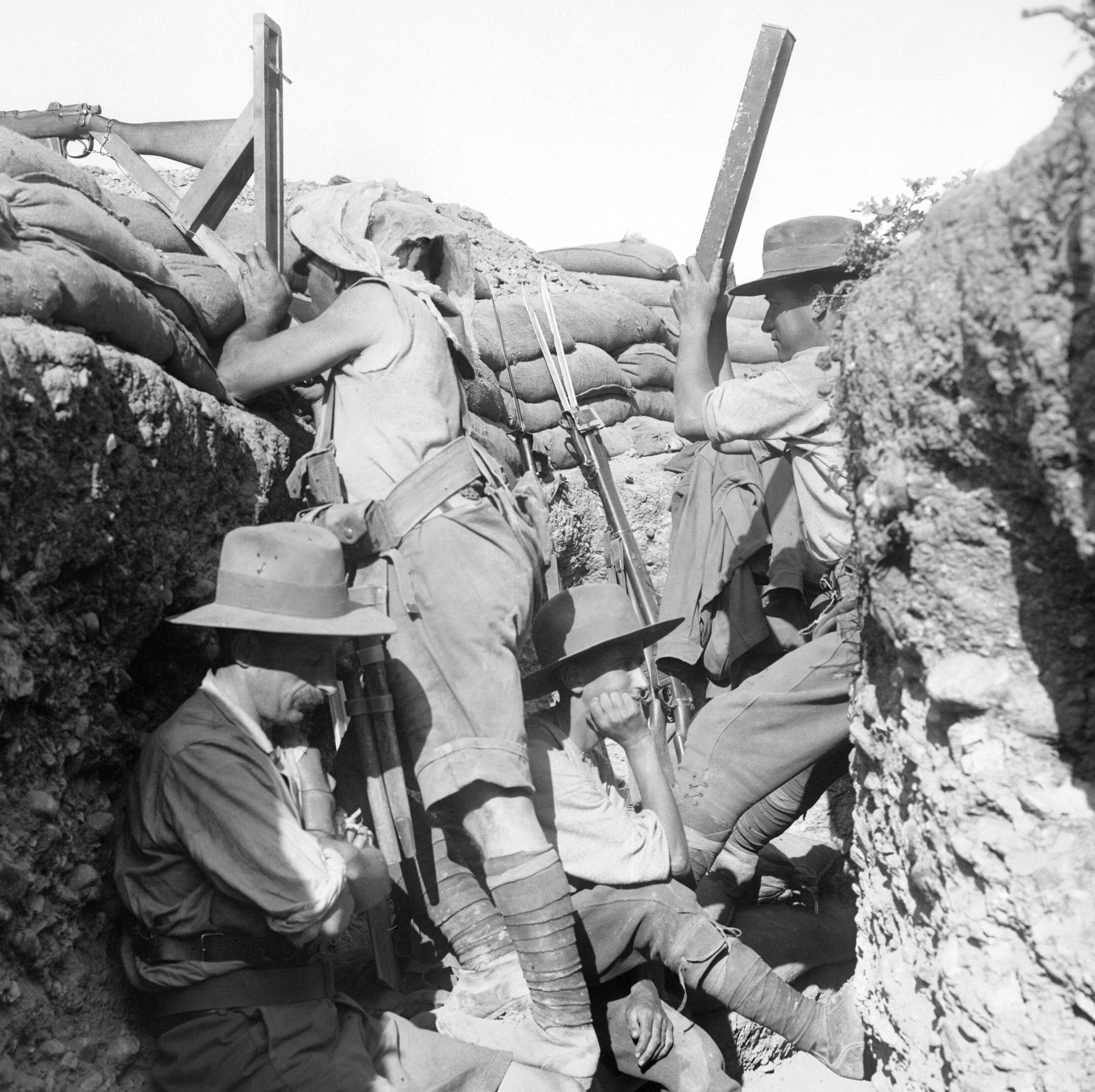
Australiensisk skytt använder ett periskopgevär vid Gallipoli. Till höger en spanare med separat periskop.

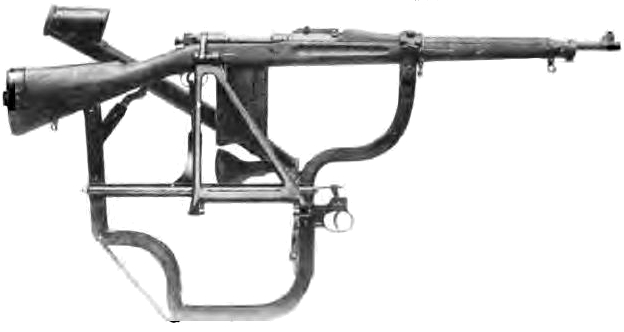
Ställning för modifiering av konventionellt gevär till periskopgevär

Periskopgevär kallas en anordning som mekaniskt fungerar som ett gevär men som konstruerats för att kunna riktas och avfyras med pipan upphöjd över skyttens huvud. Syftet med detta är att kunna skjuta över en kant utan att exponera skytten på det sätt ett konventionellt gevär kräver.
Periskopgevär kan antingen konstrueras från grunden eller byggas genom modifiering av ett befintligt gevär. Det är oklart exakt vem som konstruerade det första periskopgeväret, men de användes redan 1914 under första världskrigets första månader.
En variant som fick stor spridning konstruerades 1915 av sergeant William Beech vid First Australian Imperial Force. Han modifierade ett Lee-Enfield med en träställning, två speglar och ett snöre för att styra avtryckaren, en lösning som gav avsevärt sämre precision än ursprungsgeväret men då ingenmanslandet mellan skyttegravarna på sina ställen vara så smalt som 50 meter spelade detta mindre roll.